# Michael Billington
Michael Billington (1941-2005) fue un actor británico, principalmente conocido por su papel como coronel Foster en la serie de televisión inglesa UFO (serie de televisión) de los 60.

## Biografía
Michael Billington nació el 24 de diciembre de 1941 en Leamington Spa , Warwickshire, Inglaterra. Asistió a la escuela independiente de Warwick y luego  a la institución de St Catherine's College, Oxford de 1958 a 1961.
Se graduó como actor en 1958 en la Universidad de Oxford y actuó en series de televisión. Billington vivió en los Estados Unidos desde 1979 hasta 1985.

### Trabajo en televisión
En 1966,  Billington apareció en Incidente en Vichy en el teatro Phoenix de Londres, pero era más conocido por su papel del leal coronel Paul Foster en la serie de televisión de ciencia ficción de 1970 OVNI y por crear el personaje de Daniel Fogarty de 1971 a 1974 en el drama histórico La línea Onedin. También apareció como el sargento Jacko Jackson de la Royal Wessex Rangers en la serie Punta de lanza y como zar Nicolás II en la serie dramática de ITV Eduardo el séptimo (1975). Interpretó al gánster John Coogan en un episodio ("The Rack") de Los profesionales.
Apareció como el conde Louis Dardinay en La búsqueda (1982), no alcanzó el mismo nivel de éxito que tuvo en Gran Bretaña. Sus últimos roles en televisión fue en el drama de la BBC de 1986. Los coleccionistas, y su última aparición fue en un episodio de la serie de televisión de principios de la década de 1990, Maigret como un villano.

### Cine
Gracias a su buena apariencia, gran carisma y garbo se le hicieron casting de pantalla para el papel de James Bond más que a cualquier otro actor, y se mencionó que Albert R. Broccoli lo tenía en primera opción si Roger Moore no hubiese estado disponible. Billington hizo una sesión de fotos para el film Al servicio Secreto de su Majestad donde conoció al director de la película, Peter Hunt. También se le hizo una prueba de pantalla para el film Vive y deja morir (1973), Moonraker (1979) y Octopussy (1983). Finalmente apareció en 1977 en el film La espía que me amó, interpretando a Sergei Barsov, el desafortunado amante del Agente XXX, al comienzo de la película. Sus otros créditos cinematográficos incluyen Alfredo el grande (1969) y KGB: La guerra secreta (1985).
Michael Billington falleció en Margate, Inglaterra,  de un cáncer el 3 de junio de 2005. Estaba casado con Katherine Kristoff desde 1988 hasta la muerte de ella en 1998, tuvo un hijo.